# 2004年の日本公開映画
- 映画 > 映画の一覧 > 年度別日本公開映画 > 2004年の日本公開映画
- 映画 > 2004年の映画 > 2004年の日本公開映画

2004年の日本公開映画（2004ねんのにほんこうかいえいが）では、2004年（平成16年）1月1日から同年12月31日までに日本で商業公開された映画の一覧を記載。作品名の右の丸括弧内は製作国を示す。
記載の凡例については年度別日本公開映画#凡例を参照

## 作品一覧

### 1月
- 2日
  - HAZAN（ 日本）
- 3日
  - 修羅のみち8 大阪最終血戦 ( 日本)　[要出典]
- 10日
  - ミスティック・リバー（ アメリカ合衆国）
  - ドラキュリアII 鮮血の狩人（英語版） ( アメリカ合衆国)
  - しあわせな孤独（ デンマーク）
  - アンテナ（ 日本）
  - のんきな姉さん/夢で逢えたら（ 日本）
  - 半落ち（ 日本）
  - メシア - 伝えられし者たち（ 日本）
- 17日
  - タイムライン（ アメリカ合衆国）
  - バレット モンク（ アメリカ合衆国）
  - リクルート（ アメリカ合衆国）
  - 9000マイルの約束（ イギリス）
  - ルビー&カンタン（英語版）（ フランス）
  - 炎の戦線エル・アラメイン（ イタリア)
  - 解夏 （ 日本）
  - 着信アリ（ 日本）
  - 油断大敵（ 日本）
  - DEAD LEAVES（ 日本）
  - PARASITE DOLLS パラサイト・ドールズ ( 日本)
- 24日
  - 25時（ アメリカ合衆国）
  - 悪霊喰（ アメリカ合衆国）
  - シービスケット（ アメリカ合衆国）
  - ハリウッド的殺人事件（ アメリカ合衆国）
  - ラブストーリー（ 韓国）
  - かげろう (2003年の映画)（英語版）（ フランス）
  - ポーリーヌ (映画)（オランダ語版）（ ベルギー）
  - ウィニング・パス ( 日本)
- 31日
  - ピニェロ（英語版）（ アメリカ合衆国）
  - ニューオーリンズ・トライアル（ アメリカ合衆国）
  - みんなのうた（ アメリカ合衆国）
  - ギャンブル・プレイ（ イギリス フランス カナダ アイルランド）
  - 気まぐれな唇（英語版）（ 韓国）
  - REC【レック】（英語版） ( 韓国)
  - ハッピーエンド（ 韓国）

### 2月
- 6日
  - けっこう仮面 MASK OF KEKKOU ( 日本)
- 7日
  - 赤い月 ( 日本)
  - アドルフの画集（ ハンガリー/ カナダ/ イギリス）
  - オアシス ( 韓国)
  - この世の外へ クラブ進駐軍 ( 日本)
  - コルトマルテーズ 皇帝の財宝を狙え! ( フランス/ イタリア/ ルクセンブルク・アニメ)
  - コンフィデンス ( アメリカ合衆国)
  - 幸せになるためのイタリア語講座 ( デンマーク)
  - 渋谷怪談 ( 日本)
  - ションヤンの酒家 ( 中国)
  - ドラッグストア・ガール ( 日本)
  - 紀雄の部屋 ( 日本)
  - 跋扈妖怪伝 牙吉 ( 日本)
  - ふくろう ( 日本)
  - ラブ・アクチュアリー ( イギリス/ アメリカ合衆国)
  - 嗤う伊右衛門 Eternal Love ( 日本)
- 14日
  - ガキンチョ★ROCK（ 日本）
  - カポネ 六本木錬金の帝王（ 日本）
  - クリビアにおまかせ!（ オランダ）
  - 恋する幼虫（ 日本）
  - ショコラーデ（ ドイツ）
  - 聖闘士星矢 天界編 序奏〜overture〜（ 日本）
  - ゼブラーマン（ 日本）
  - HEAT -灼熱-（ 日本）
  - ロード・オブ・ザ・リング/王の帰還（ ニュージーランド/ アメリカ合衆国）
- 21日
  - アップタウン・ガールズ ( アメリカ合衆国)
  - グッバイ、レーニン!（ ドイツ）
  - SPIRIT（ 日本）
  - ドッグヴィル（ デンマーク スウェーデン ノルウェー フィンランド イギリス フランス ドイツ オランダ）
  - フルタイム・キラー ( 香港)
  - ヘブン・アンド・アース 天地英雄 ( 中国)
  - 星砂の島、私の島 〜アイランド・ドリーミン〜（ 日本）
  - わが故郷の歌 ( イラン)
  - 悪い男 ( 韓国)
- 28日
  - eiko［エイコ］（ 日本）
  - ギャザリング（英語版） ( イギリス）
  - グシャノビンヅメ（ 日本）
  - ゴシカ ( アメリカ合衆国)
  - 修羅のみち9 北九州烈死篇（ 日本）
  - 涙女 ( 中国)
  - マスター・アンド・コマンダー ( アメリカ合衆国)
  - 問題のない私たち（ 日本）

### 3月
- 1日
  - ミステリーズ・オブ・エジプト ( アメリカ合衆国 カナダ)
  - ピカ☆☆ンチ LIFE IS HARD だから HAPPY ( 日本)
- 6日
  - レジェンド・オブ・メキシコ/デスペラード（ アメリカ合衆国）
  - ケイナ（ フランス）
  - 女王フアナ（ スペイン）
  - carmen.カルメン（ スペイン イギリス イタリア）
  - めざめ（ フランス ベルギー スペイン ドイツ）
  - ホテルビーナス（ 日本）
  - 新・日本の首領（ 日本）
  - イノセンス（ 日本・アニメ）
  - ONE PIECE 呪われた聖剣 （ 日本）
  - ドラえもん のび太のワンニャン時空伝（ 日本）
  - ブラザー・ベア（ アメリカ合衆国・アニメ）
- 13日
  - ペイチェック 消された記憶（ アメリカ合衆国）
  - 沈黙の標的（ アメリカ合衆国）
  - ヴァンダの部屋（ ポルトガル ドイツ フランス）
  - アフガン零年（ アフガニスタン 日本）
  - かまち（ 日本）
  - クイール（ 日本）
  - 戦場の夏休み〜小学2年生の見たイラク魂〜（ 日本）
  - 東京原発（ 日本）
  - 花とアリス（ 日本）
  - 花と蛇（ 日本）
  - 盲獣VS一寸法師（ 日本）
- 20日
  - テキサス・チェーンソー（ アメリカ合衆国）
  - N.Y.式ハッピー・セラピー（ アメリカ合衆国）
  - アンデッド（ オーストラリア）
  - ぼくは怖くない（ イタリア）
  - H/エイチ（ 韓国）
  - きょうのできごと a day on the planet（ 日本）
  - ヒバクシャ 世界の終わりに（ 日本）
  - 銭道（ 日本）
  - 疾風 Basement Fight（ 日本）
  - フイチンさん（ 日本・アニメ）
- 24日
  - 極道はクリスチャン 修羅の抗争（ 日本）
- 25日
  - 銭道3 なにわ金融指南（ 日本）
- 27日
  - 恋愛適齢期（ アメリカ合衆国）
  - エレファント（ アメリカ合衆国）
  - シェイド（ アメリカ合衆国）
  - 卒業の朝（ アメリカ合衆国）
  - パーティ・モンスター（ アメリカ合衆国）
  - ルーニー・テューンズ:バック・イン・アクション（ アメリカ合衆国）
  - Lovely Rita ラブリー・リタ ( ドイツ オーストリア)
  - ネコのミヌース（ オランダ）
  - ONE TAKE ONLY ワン・テイク・オンリー ( タイ)
  - 殺人の追憶（ 韓国）
  - ロスト・メモリーズ（ 韓国 日本）
  - 土方巽 夏の嵐 2003〜1973燔犠大踏艦（ 日本）
  - Jam Films 2（ 日本）
  - 呪霊 THE MOVIE 黒呪霊（ 日本）
  - ほんとうにあった怖い話 怨霊 劇場版（ 日本）

### 4月
- 3日
  - イン・ザ・カット（ アメリカ合衆国）
  - しあわせの法則（ アメリカ合衆国）
  - スパニッシュ・アパートメント ( スペイン/ フランス)
  - タカダワタル的（ 日本）
  - Deep Love アユの物語（ 日本）
- 10日
  - ディボース・ショウ（ アメリカ合衆国）
  - ハッピー・フライト ( アメリカ合衆国）
  - タイムリミット ( アメリカ合衆国）
  - ドラムライン ( アメリカ合衆国）
  - 真珠の耳飾りの少女 ( イギリス)
  - 列車に乗った男 ( フランス)
  - バーバー吉野（ 日本）
- 11日
  - ラッパー慕情（ 日本）
- 17日
  - ロスト・イン・トランスレーション（ アメリカ合衆国）
  - グッド・ガール（ アメリカ合衆国）
  - オーシャン・オブ・ファイヤー（ アメリカ合衆国）
  - ピーター・パン（ アメリカ合衆国）
  - SONNY ソニー（ アメリカ合衆国）
  - 永遠の語らい ( ポルトガル フランス イタリア)
  - クレヨンしんちゃん 嵐を呼ぶ!夕陽のカスカベボーイズ（ 日本）
  - 名探偵コナン 銀翼の奇術師 （ 日本）
  - 恋人はスナイパー 劇場版（ 日本）
  - アップルシード（ 日本）
  - リアリズムの宿（ 日本）
  - ワイルド・フラワーズ（ 日本）
  - おにぎり ARCADIA物語（ 日本）
- 24日
  - コールド マウンテン（ アメリカ合衆国）
  - キル・ビル Vol.2（ アメリカ合衆国）
  - Re：プレイ ( アメリカ合衆国)
  - ホーンテッドマンション（ アメリカ合衆国）
  - MAY -メイ- ( アメリカ合衆国)
  - みなさん、さようなら ( カナダ)
  - 恋愛中毒（ 韓国）
  - THREE/臨死 ( 韓国 タイ 香港)
  - アタック・ナンバーハーフ2 全員集合! ( タイ)
  - CASSHERN（ 日本）
  - 稲妻ルーシー（ 日本）
  - 独立少女紅蓮隊（ 日本）
- 29日
  - スクール・オブ・ロック ( アメリカ合衆国)

### 5月
- 1日
  - フォーチュン・クッキー（ アメリカ合衆国）
  - パッション（ アメリカ合衆国）
  - 永遠のモータウン ( アメリカ合衆国)
  - ゴッド・ディーバ ( フランス)
  - 上海家族 ( 中国)
  - 犬と歩けば チロリとタムラ（ 日本）
  - 修羅のみち10 九州全面戦争（ 日本）
- 2日
  - エレファントカシマシ ドキュメンタリー・フィルム 扉の向こう（ 日本）
- 8日
  - ミッシング（ アメリカ合衆国）
  - 花嫁はギャングスター ( 韓国)
  - 世界の中心で、愛をさけぶ（ 日本）
  - ジャンプ（ 日本）
  - 死に花（ 日本）
  - 日常恐怖劇場 オモヒノタマ 念珠（ 日本）
  - 母の居る場所 〜台風一過〜（ 日本）
  - トーリ
- 15日
  - ビッグ・フィッシュ（ アメリカ合衆国）
  - ドーン・オブ・ザ・デッド（ アメリカ合衆国）
  - スイミング・プール ( フランス イギリス)
  - パピヨンの贈りもの ( フランス)
  - 心の羽根 ( ベルギー フランス)
  - アッカトーネ ( イタリア)
  - SUPPIN ぶるうす ザ・ムービー（ 日本）
- 18日
  - マンマ・ローマ ( イタリア)
- 20日
  - ロゴパグ ( イタリア)
- 22日
  - トロイ（ アメリカ合衆国）
  - レディ・キラーズ（ アメリカ合衆国）
  - シティ・オブ・ゴースト（ アメリカ合衆国）
  - ヒューマン・キャッチャー/JEEPERS CREEPERS 2 ( アメリカ合衆国)
  - あなたにも書ける恋愛小説（ アメリカ合衆国）
  - ル・ディヴォース/パリに恋して（ アメリカ合衆国 フランス）
  - 愛の集会 ( イタリア)
  - キッチン・ストーリー ( スウェーデン)
  - スキャンダル（ 韓国）
  - HIRAKATA（ 日本）
- 24日
  - 大きな鳥と小さな鳥 ( イタリア)
- 25日
  - サマードレス( フランス)
- X2000 ( フランス)
- 28日
  - 海をみる ( フランス)
  - ベッドタイム・ストーリーズ  ( フランス)
  - 小さな死 ( フランス)
- 29日
  - ランダウン ロッキング・ザ・アマゾン（ アメリカ合衆国）
  - ヴェロニカ・ゲリン（ アメリカ合衆国）
  - カレンダー・ガールズ ( イギリス)
  - クリムゾン・リバー2 黙示録の天使たち（ フランス）
  - エル・コロナド 秘境の神殿 ( アメリカ合衆国 ドイツ)
  - 愛にかける橋 ( 中国)
  - 思い出の夏 ( 中国)
  - キューティーハニー（ 日本）
  - 下妻物語（ 日本）
  - 深呼吸の必要（ 日本）
  - スローダンス（ 日本）
  - 「超」怖い話A 闇の鴉（ 日本）
- 31日
  - 飼育の部屋 連鎖する種（ 日本）

### 6月
- 1日
  - アクション、ヴェリテ ( フランス)
- 5日
  - 21グラム（ アメリカ合衆国）
  - デイ・アフター・トゥモロー（ アメリカ合衆国）
  - キャンプ（ アメリカ合衆国）
  - エージェント・コーディ（ アメリカ合衆国）
  - ジェニファ 涙石の恋（ アメリカ合衆国/ 日本）
  - 4人の食卓（ 韓国）
  - シルミド（ 韓国）
  - 天国の本屋〜恋火（ 日本）
  - パローレ（ 日本）
  - ほたるの星（ 日本）
- 12日
  - トスカーナの休日（ アメリカ合衆国）
  - スターシップ・トゥルーパーズ2（ アメリカ合衆国）
  - 海猿 UMIZARU（ 日本）
- 19日
  - 白いカラス（ アメリカ合衆国）
  - テッセラクト（ イギリス タイ 日本）
  - スパン（ アメリカ合衆国 スウェーデン）
  - 月曜日に乾杯! ( フランス イタリア)
  - 猫は、なんでも知っている ( ニュージーランド)
  - ベジャール、バレエ、リュミエール ( スイス)
- 26日
  - ハリー・ポッターとアズカバンの囚人（ アメリカ合衆国）
  - 花咲ける騎士道 ( フランス)
  - ブラザーフッド（ 韓国）
  - 子猫をお願い（ 韓国）
  - ラブドガン（ 日本）

### 7月
- 3日
  - ワイルド・レンジ 最後の銃撃（ アメリカ合衆国）
  - いつか、きっと（ フランス）
  - イザベル・アジャーニの惑い（ フランス）
  - リヴ・フォーエヴァー（ イギリス）
  - 午後の五時 ( イラン フランス)
  - 友引忌-ともびき-（ 韓国）
  - 集団殺人クラブ GROWING（ 日本）
  - 舌〜デッドリー・サイレンス（ 日本）
- 10日
  - アメリカン・スプレンダー（ アメリカ合衆国）
  - スパイダーマン™ 2（ アメリカ合衆国）
  - ウォルター少年と、夏の休日（ アメリカ合衆国）
  - 家族のかたち ( イギリス)
  - 白くまになりたかった子ども ( オランダ デンマーク・アニメ)
  - 69 sixty nine（ 日本）
- 14日
  - いかレスラー ( 日本)
- 17日
  - ディープ・ブルー（ イギリス ドイツ）
  - ゲート・トゥ・ヘブン ( ドイツ)
  - 永遠の片想い（ 韓国）
  - スチームボーイ（ 日本）
  - 茶の味（ 日本）
  - 丹下左膳 百万両の壺（ 日本）
  - 劇場版ポケットモンスター アドバンスジェネレーション 裂空の訪問者 デオキシス（ 日本）
  - それいけ!アンパンマン 夢猫の国のニャニイ（ 日本）
  - それいけ!アンパンマン つきことしらたま〜ときめきダンシング〜（ 日本）
- 24日
  - シュレック2（ アメリカ合衆国）
  - キング・アーサー（ アメリカ合衆国）
  - バレエ・カンパニー ( アメリカ合衆国 ドイツ)
  - マッハ!（ タイ）
  - 箪笥（ 韓国）
  - 青の塔（ 日本）
  - ハーケンクロイツの翼（ 日本）
- 31日
  - カーサ・エスペランサ 〜赤ちゃんたちの家〜（ アメリカ合衆国）
  - エルヴィス・オン・ステージ（ アメリカ合衆国）
  - ドリーマーズ（ イギリス フランス）
  - ドット・ジ・アイ ( イギリス スペイン)
  - Mの物語 ( フランス)
  - 好きと言えるまでの恋愛猶予 ( フランス)
  - ぼくセザール 10歳半 1m39cm ( フランス)
  - 藍宇 〜情熱の嵐〜（ 香港）
  - 地球で最後のふたり ( タイ 日本 オランダ フランス シンガポール)
  - 機関車先生（ 日本）
  - 風音（ 日本）
  - 父と暮せば （ 日本）

### 8月
- 7日
  - アマンドラ!希望の歌 ( 南アフリカ共和国/ アメリカ合衆国)
  - ある日、突然。（ アルゼンチン オランダ）
  - WALKABOUT 美しき冒険旅行 ( イギリス)
  - 歌え!ジャニス・ジョプリンのように ( フランス)
  - 劇場版 金色のガッシュベル!! 101番目の魔物（ 日本・アニメ）
  - サンダーバード（ アメリカ合衆国）
  - 16歳の合衆国（ アメリカ合衆国）
  - 千の風になって（日本）
  - 堕天使のパスポート ( イギリス)
  - 誰も知らない（ 日本）
  - D.P（ 日本）
  - プリンス&プリンセス ( フランス・アニメ)
  - マインド・ゲーム（ 日本・アニメ）
  - ムーンライト・ジェリーフィッシュ（ 日本）
  - モナリザ・スマイル（ アメリカ合衆国）
  - リディック（ アメリカ合衆国）
- 14日
  - 華氏911（ アメリカ合衆国）
  - ステップ・イントゥ・リキッド（ アメリカ合衆国）
  - 天国の青い蝶 ( カナダ イギリス)
  - マーダー・ライド・ショー（ アメリカ合衆国）
- 21日
  - IZO ( 日本)
  - 劇場版 NARUTO -ナルト- 大活劇!雪姫忍法帖だってばよ!!（ 日本・アニメ）
  - セックス調査団 ( アメリカ合衆国/ ドイツ)
  - 釣りバカ日誌15 ハマちゃんに明日はない!?（ 日本）
  - MASK DE 41（ 日本）
  - ミラーを拭く男（ 日本）
- 25日
  - LONGINUS（ 日本）
- 28日
  - 歌舞伎町案内人（ 日本）
  - コウノトリの歌 ( ベトナム シンガポール)
  - THE BLUES:ソウル・オブ・マン（ アメリカ合衆国）
  - ジャスティス 闇の迷宮 ( アメリカ合衆国 アルゼンチン スペイン)
  - 地球交響曲 第五番（ 日本）
  - デビルズ・バックボーン ( スペイン)
  - NIN×NIN 忍者ハットリくん THE MOVIE（ 日本）
  - 娘道成寺 蛇炎の恋（ 日本）
  - らくだの涙 ( ドイツ)
  - LOVERS（ 中国）

### 9月
- 4日
  - ヴァン・ヘルシング （ アメリカ合衆国）
  - イエスタデイ 沈黙の刻印 ( 韓国)
  - 草の乱（ 日本）
- 11日
  - バイオハザードII アポカリプス（ アメリカ合衆国）
  - テイキング・ライブス（ アメリカ合衆国）
  - ヴィレッジ（ アメリカ合衆国）
  - フォッグ・オブ・ウォー マクナマラ元米国防長官の告白（ アメリカ合衆国）
  - 愛の落日（ アメリカ合衆国）
  - 17歳の処方箋（ アメリカ合衆国）
  - ハイウェイマン ( アメリカ合衆国 カナダ イギリス)
  - CODE46（ イギリス）
  - 雲-息子への手紙 ( ベルギー ドイツ)
  - 父、帰る ( ロシア)
  - スウィングガールズ（ 日本）
  - いずれの森か青き海 （ 日本）
  - 東京伝説/蠢く街の狂気（ 日本）
  - 珈琲時光（ 日本）
  - 劇場版 仮面ライダー剣 MISSING ACE（ 日本）
  - 特捜戦隊デカレンジャー THE MOVIE フルブラスト・アクション（ 日本）
- 18日
  - アイ,ロボット（ アメリカ合衆国）
  - ジェリー（ アメリカ合衆国）
  - アトミック・カフェ（ アメリカ合衆国）
  - トゥー・ブラザーズ（ イギリス フランス）
  - インファナル・アフェアⅡ 無間序曲（ 香港）
  - ティラミス（ 香港）
  - スクール・ウォーズ HERO（ 日本）
  - 完全なる飼育 赤い殺意（ 日本）
- 25日
  - アラモ（ アメリカ合衆国）
  - 隣のヒットマンズ 全弾発射（ アメリカ合衆国）
  - 僕はラジオ（ アメリカ合衆国）
  - 二重誘拐（ アメリカ合衆国）
  - ネバー・ダイ・アローン（ アメリカ合衆国）
  - モンスター（ アメリカ合衆国 ドイツ）
  - 世界でいちばん不運で幸せな私 ( フランス)
  - くりいむレモン（ 日本）
  - SURVIVE STYLE5＋（ 日本）
  - デコトラの鷲 会津・喜多方・人情街道!（ 日本）

### 10月
- 1日
  - ヘルボーイ （ アメリカ合衆国）
  - ガーフィールド（ アメリカ合衆国）
- 2日
  - 沈黙の聖戦 ( アメリカ合衆国)
  - 靴に恋して ( スペイン)
  - マッスルモンク ( 香港)
  - 感染/予言 ( 日本)
  - 日野日出志のザ・ホラー 怪奇劇場 〜第一夜( 日本)
  - オーバードライヴ( 日本)
  - 美女缶( 日本)
- 9日
  - ツイステッド（ アメリカ合衆国）
  - ホネツギマン（ アメリカ合衆国）
  - 最'狂'絶叫計画（ アメリカ合衆国）
  - フィール・ライク・ゴーイング・ホーム（ アメリカ合衆国）
  - クライモリ（ アメリカ合衆国/ ドイツ）
  - モーターサイクル・ダイアリーズ ( イギリス アメリカ合衆国 メキシコ ドイツ フランス)
  - リバイバル・ブルース ( カナダ 日本)
  - ピエロの赤い鼻 ( フランス)
  - デビルマン（ 日本）
  - 恋の門（ 日本）
  - 下弦の月〜ラスト・クォーター（ 日本）
  - お父さんのバックドロップ（ 日本）
  - ヤンキーエレジー（ 日本）
  - イズ・エー（ 日本）
- 16日
  - トルク（ アメリカ合衆国）
  - エクソシスト ビギニング（ アメリカ合衆国）
  - スクービー・ドゥー2 モンスター・パニック（ アメリカ合衆国）
  - ハッスル! ( チリ)
  - 菊花の香り 世界でいちばん愛されたひと ( 韓国)
  - スペースポリス ( 日本)
- 23日
  - シークレット ウインドウ（ アメリカ合衆国）
  - ブラインド・ホライズン（ アメリカ合衆国）
  - ゴッドファーザー&サン（ アメリカ合衆国）
  - 2046（ 香港）
- 30日
  - コラテラル（ アメリカ合衆国）
  - ソウ（ アメリカ合衆国）
  - トリコロールに燃えて（ アメリカ合衆国）
  - エイプリルの七面鳥（ アメリカ合衆国）
  - みんな誰かの愛しい人 ( フランス)
  - ターンレフト ターンライト ( 香港)
  - 春夏秋冬そして春 ( 韓国)
  - いま、会いにゆきます（ 日本）
  - 笑の大学（ 日本）
  - 透光の樹（ 日本）
  - 隠し剣 鬼の爪（ 日本）
  - キスとキズ（ 日本）

### 11月
- 3日
  - オランダの光 ( オランダ)
  - キャットウーマン ( アメリカ合衆国)
- 6日
  - 80デイズ ( アメリカ合衆国)
  - オーバー・ザ・レインボー ( 韓国)
  - オールド・ボーイ ( 韓国)
  - 殺人ネット（ 日本）
  - 砂と霧の家 ( アメリカ合衆国)
  - 血と骨（ 日本）
  - TUBE チューブ ( 韓国)
  - ビッグ・バウンス ( アメリカ合衆国)
  - ビハインド・ザ・サン ( ブラジル)
  - ラ・ピエトラ 愛を踊る女 ( フランス)
  - やさしい嘘 ( フランス ジョージア)
  - ロード88 出会い路、四国へ（ 日本）
- 13日
  - 雨鱒の川（ 日本）
  - 海猫（ 日本）
  - コニー&カーラ ( アメリカ合衆国)
  - ニワトリはハダシだ（ 日本）
  - 爆裂都市 ( 中国 香港)
  - パニッシャー ( アメリカ合衆国)
  - 変身 ( ロシア)
- 20日
  - イブラヒムおじさんとコーランの花たち ( フランス)
  - 雲のむこう、約束の場所（ 日本）
  - ハウルの動く城（ 日本・アニメ）
- 27日
  - スカイキャプテン ワールド・オブ・トゥモロー（ アメリカ合衆国）
  - 誰にでも秘密がある（ 韓国）
  - でらしね（ 日本）
  - ニュースの天才（ アメリカ合衆国）
  - ポーラー・エクスプレス（ アメリカ合衆国）

### 12月
- 1日
  - ダイノトピア 失われた恐竜王国（ アメリカ合衆国 イギリス ドイツ）
  - 春雪（ 日本）
  - 明日はGOKURAKU （ 日本）
- 3日
  - ニール・ヤング/グリーンデイル（ アメリカ合衆国）
- 4日
  - あゝ!一軒家プロレス （ 日本）
  - 犬猫  （ 日本）
  - M-1グランプリへの道 まっすぐいこおぜ! （ 日本）
  - クリスタル・ボイジャー（ オーストラリア アメリカ合衆国）
  - クリスマス・クリスマス （ 日本）
  - 恋文日和 （ 日本）
  - ゴジラ FINAL WARS（ 日本）
  - 新暗行御史（ 日本 韓国）
  - 照明熊谷学校（ 日本）
  - バッドサンタ （ アメリカ合衆国）
  - 風雲!格闘王 （ 香港）
  - ベルリン・フィルと子どもたち（ ドイツ）
  - Mr.インクレディブル （ アメリカ合衆国）
- 11日
  - アークティック ミッション 白熊はみていた（ カナダ）
  - アンナとロッテ （ オランダ ルクセンブルク）
  - ヴィタール（ 日本）
  - OLDK オーエルディーケー（ 日本）
  - 恋に落ちる確率 （ デンマーク）
  - ココロとカラダ （ 日本）
  - 五線譜のラブレター （ アメリカ合衆国）
  - CEO［最高経営責任者］ （ 中国）
  - 戦争のはじめかた （ イギリス ドイツ）
  - 舞台よりすてきな生活 （ アメリカ合衆国）
  - ふたりにクギづけ （ アメリカ合衆国）
  - 僕の彼女を紹介します （ 韓国）
  - ホワイト・ライズ （ アメリカ合衆国）
  - ボン・ヴォヤージュ （ フランス）
  - ブエノスアイレスの夜  （ アルゼンチン スペイン）
  - 行方知れズ 渋さ知らズ 1999-2000 （ 日本）
  - 百合祭 （ 日本）
  - 龍神 LEGENDARY DRAGON  （ 日本）
  - レディ・ウェポン （ 香港）
  - レディ・ジョーカー （ 日本）
- 16日
  - 倍音 〜ばいおん〜（ 日本）
- 18日
  - ULTRAMAN（ 日本）
  - エイリアンVSプレデター（ アメリカ合衆国）
  - 完全なる飼育 女理髪師の恋（ 日本）
  - 岸辺のふたり（ イギリス オランダ・アニメ）
  - キス・オブ・ライフ （ イギリス フランス）
  - 銀のエンゼル（ 日本）
  - 恍惚 （ フランス）
  - ゴーストシャウト （ 日本）
  - ジャッカス・ザ・ムービー 日本特別版 （ アメリカ合衆国）
  - 酔画仙（ 韓国）
  - ターミナル （ アメリカ合衆国）
  - ベルヴィル・ランデブー（ フランス ベルギー カナダ・アニメ）
  - 約三十の嘘 （ 日本）
  - マイ・ボディガード （ アメリカ合衆国 メキシコ）
  - 理由 （ 日本）
- 23日
  - 映画 犬夜叉 紅蓮の蓬莱島（ほうらいじま）（ 日本）
  - 劇場版 とっとこハム太郎 はむはむぱらだいちゅ! ハム太郎とふしぎのオニの絵本塔 （ 日本）
- 25日
  - 悪魔の発明（ チェコスロバキア）
  - 新しい風 若き日の依田勉三（ 日本）
  - アマレット （ 日本）
  - インストール （ 日本）
  - エヴァンジェリスタ （ イギリス）
  - 揮発性の女（ 日本）
  - シルヴィア （ イギリス）
  - スーパーサイズ・ミー （ アメリカ合衆国）
  - ソウル・サヴァイヴァー （ アメリカ合衆国）
  - 月とチェリー （ 日本）
  - 巴里の恋愛協奏曲 （ フランス）
  - ほら男爵の冒険 （ チェコスロバキア）
- 28日
  - 掘るまいか－手掘り中山隧道の記録 （ 日本）